# Sportman van het jaar (België)
De titel Sportman van het jaar wordt sinds 1967 jaarlijks toegekend aan de Belgische sporter die als winnaar eindigt van een referendum, georganiseerd door de Belgische Beroepsbond van Sportjournalisten. Naast de trofee van "Sportman van het jaar" is er sedert 1975 ook die van "Sportvrouw van het jaar", sedert 1997 die van "Sportploeg van het jaar" en sedert 1998 die van "Beloftevolle jongere van het jaar".
Sinds 2004 wordt de Sportman van het jaar verkozen in het Sportgala, georganiseerd door Octagon cis.
De jongste winnaar is Remco Evenepoel die op 19-jarige leeftijd de prijs een eerste keer won in 2019.

## Overzicht van de winnaars
| Jaar | Winnaar                        | Discipline               |
| ---- | ------------------------------ | ------------------------ |
| 1967 | Ferdinand Bracke               | wielrennen               |
| 1968 | Serge Reding                   | gewichtheffen            |
| 1969 | Eddy Merckx                    | wielrennen               |
| 1970 | Eddy Merckx                    | wielrennen               |
| 1971 | Eddy Merckx                    | wielrennen               |
| 1972 | Eddy Merckx                    | wielrennen               |
| 1973 | Eddy Merckx                    | wielrennen               |
| 1974 | Eddy Merckx                    | wielrennen               |
| 1975 | Bruno Brokken                  | atletiek                 |
| 1976 | Ivo Van Damme                  | atletiek                 |
| 1977 | Michel Pollentier              | wielrennen               |
| 1978 | Raymond Ceulemans              | biljart                  |
| 1979 | Robert Van de Walle            | judo                     |
| 1980 | Robert Van de Walle            | judo                     |
| 1981 | Freddy Maertens                | wielrennen               |
| 1982 | Jacky Ickx                     | autosport                |
| 1983 | Eddy Annys                     | atletiek                 |
| 1984 | Claude Criquielion             | wielrennen               |
| 1985 | Gaston Rahier Vincent Rousseau | motorcross atletiek      |
| 1986 | William Van Dijck              | atletiek                 |
| 1987 | Georges Jobé                   | motorcross               |
| 1988 | Eric Geboers                   | motorcross               |
| 1989 | Thierry Boutsen                | autosport                |
| 1990 | Rudy Dhaenens                  | wielrennen               |
| 1991 | Jean-Michel Saive              | tafeltennis              |
| 1992 | Georges Jobé                   | motorcross               |
| 1993 | Vincent Rousseau               | atletiek                 |
| 1994 | Jean-Michel Saive              | tafeltennis              |
| 1995 | Frédérik Deburghgraeve         | zwemmen                  |
| 1996 | Frédérik Deburghgraeve         | zwemmen                  |
| 1997 | Luc Van Lierde                 | triatlon                 |
| 1998 | Frédérik Deburghgraeve         | zwemmen                  |
| 1999 | Luc Van Lierde                 | triatlon                 |
| 2000 | Joël Smets                     | motorcross               |
| 2001 | Stefan Everts                  | motorcross               |
| 2002 | Stefan Everts                  | motorcross               |
| 2003 | Stefan Everts                  | motorcross               |
| 2004 | Stefan Everts                  | motorcross               |
| 2005 | Tom Boonen                     | wielrennen               |
| 2006 | Stefan Everts                  | motorcross               |
| 2007 | Tom Boonen                     | wielrennen               |
| 2008 | Sven Nys                       | veldrijden mountainbiken |
| 2009 | Philippe Gilbert               | wielrennen               |
| 2010 | Philippe Gilbert               | wielrennen               |
| 2011 | Philippe Gilbert               | wielrennen               |
| 2012 | Tom Boonen                     | wielrennen               |
| 2013 | Frederik Van Lierde            | triatlon                 |
| 2014 | Thibaut Courtois               | voetbal                  |
| 2015 | Kevin De Bruyne                | voetbal                  |
| 2016 | Greg Van Avermaet              | wielrennen               |
| 2017 | David Goffin                   | tennis                   |
| 2018 | Eden Hazard                    | voetbal                  |
| 2019 | Remco Evenepoel                | wielrennen               |
| 2020 | Wout van Aert                  | wielrennen               |
| 2021 | Wout van Aert                  | wielrennen               |
| 2022 | Remco Evenepoel                | wielrennen               |
| 2023 | Remco Evenepoel                | wielrennen               |
| 2024 | Remco Evenepoel                | wielrennen               |

## Statistieken
|   | sporter                | aantal |
| - | ---------------------- | ------ |
| 1 | Eddy Merckx            | 6      |
| 2 | Stefan Everts          | 5      |
| 3 | Remco Evenepoel        | 4      |
| 4 | Frédérik Deburghgraeve | 3      |
| 4 | Philippe Gilbert       | 3      |
| 4 | Tom Boonen             | 3      |
| 6 | Robert Van de Walle    | 2      |
| 6 | Vincent Rousseau       | 2      |
| 6 | Georges Jobé           | 2      |
| 6 | Luc Van Lierde         | 2      |
| 6 | Jean-Michel Saive      | 2      |
| 6 | Wout van Aert          | 2      |

|    | discipline    | aantal |
| -- | ------------- | ------ |
| 1  | wielrennen    | 23     |
| 2  | motocross     | 10     |
| 3  | atletiek      | 6      |
| 4  | zwemmen       | 3      |
| 4  | triatlon      | 3      |
| 4  | voetbal       | 3      |
| 7  | judo          | 2      |
| 7  | tafeltennis   | 2      |
| 7  | autosport     | 2      |
| 10 | gewichtheffen | 1      |
| 10 | biljart       | 1      |
| 10 | veldrijden    | 1      |
| 10 | tennis        | 1      |